# Masdevallia picturata
Masdevallia picturata är en orkidéart som beskrevs av Heinrich Gustav Reichenbach. Masdevallia picturata ingår i släktet Masdevallia och familjen orkidéer. Inga underarter finns listade i Catalogue of Life.

## Bildgalleri

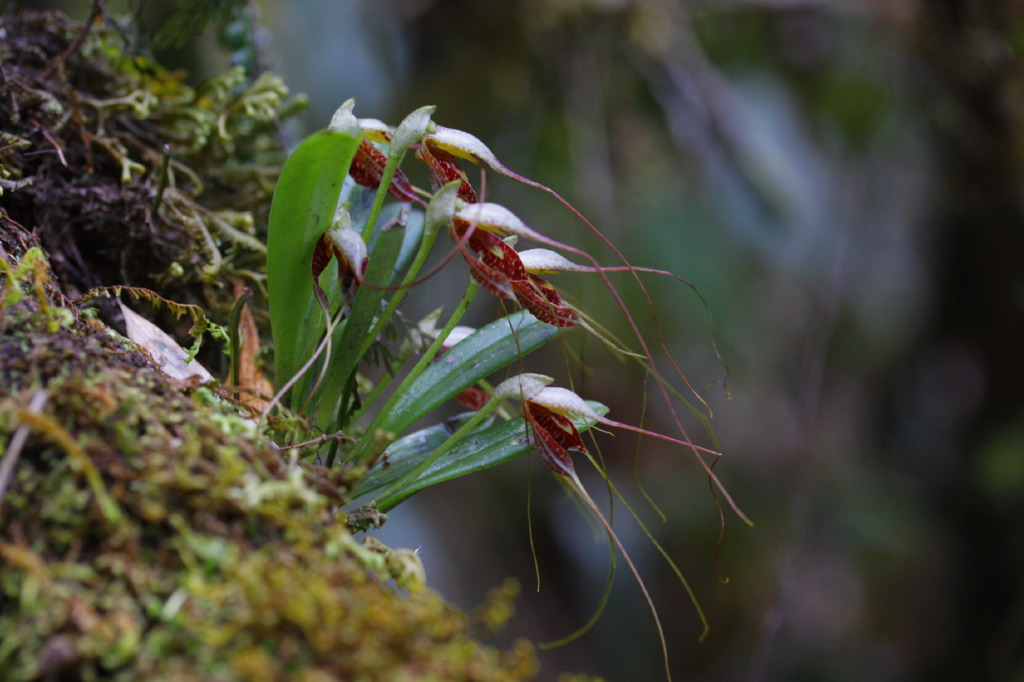
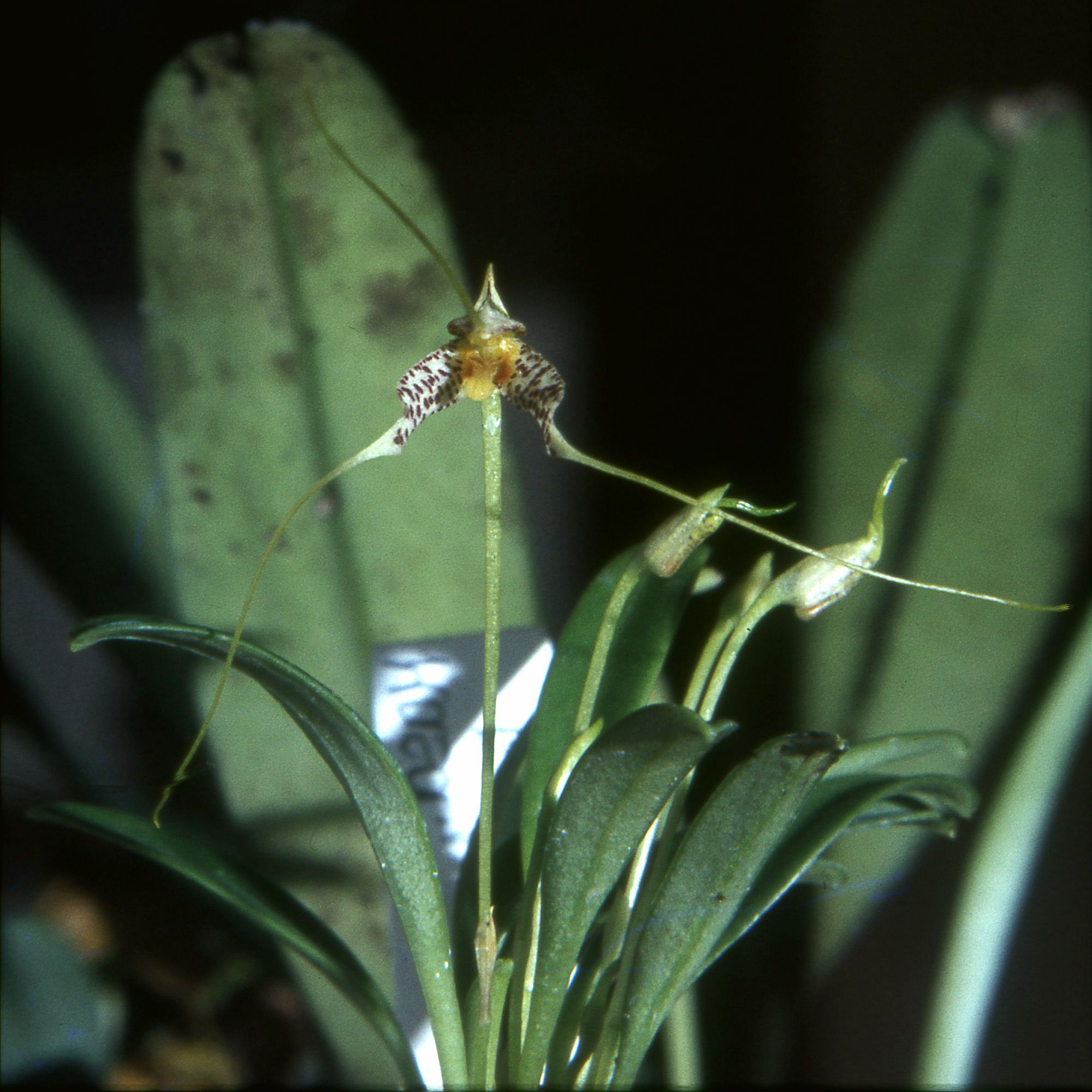
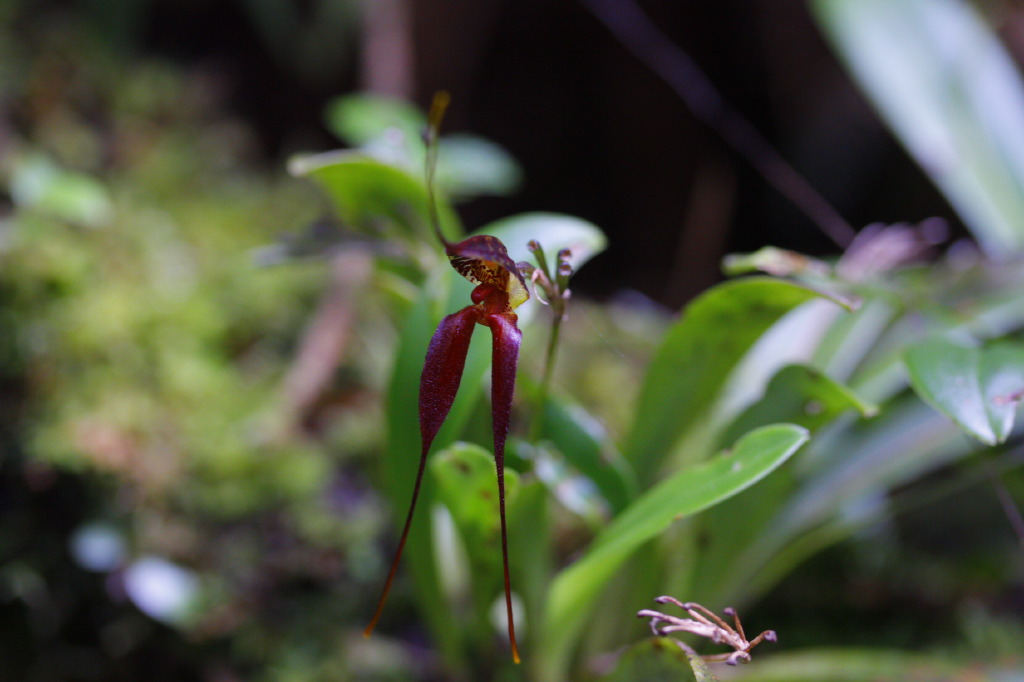
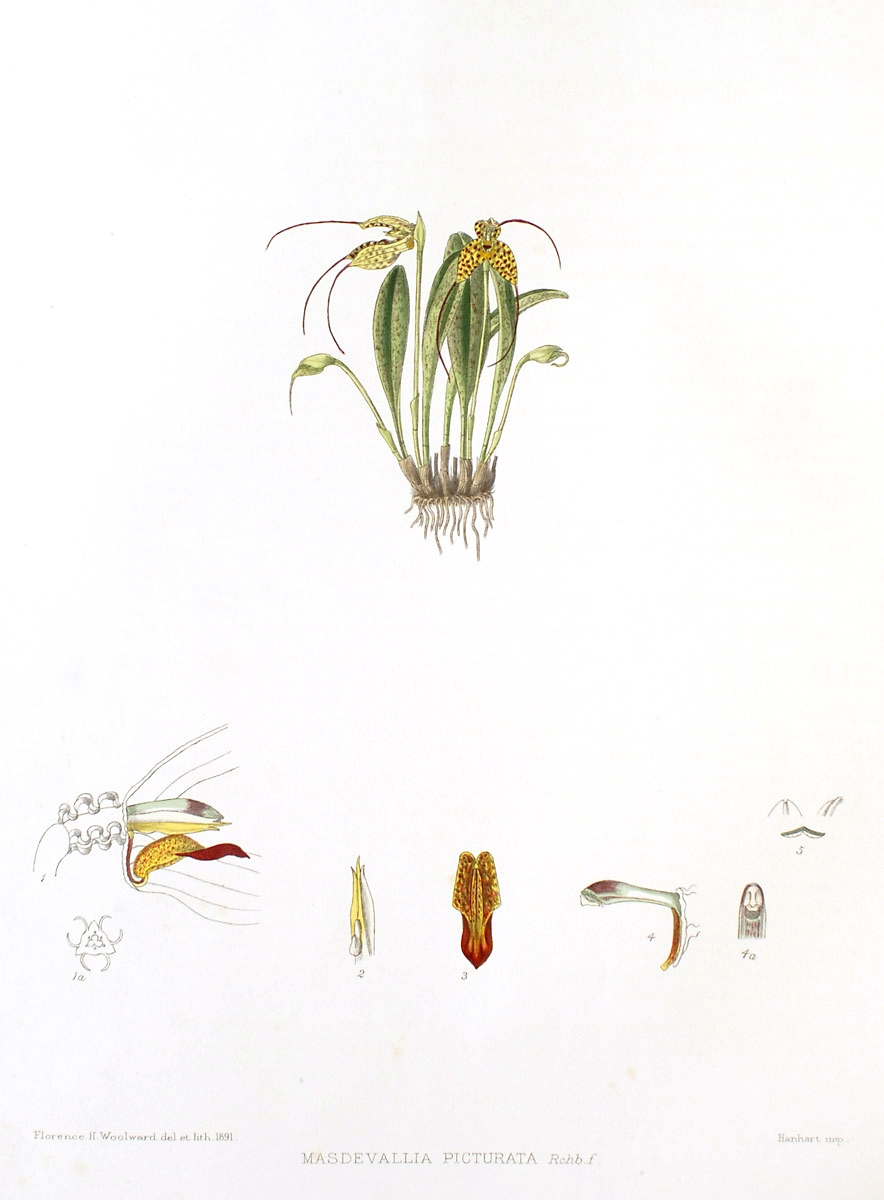